# Stazione di Shin-Kami
La stazione di Shin-Kami (新加美駅?, Shin-Kami-eki) è una stazione ferroviaria della città di Osaka situata nel quartiere di Hirano-ku in Giappone. È servita dalla linea Ōsaka Higashi della JR West.

## Linee
JR West
■ Linea Ōsaka Higashi

## Caratteristiche
La stazione è dotata di due marciapiedi laterali serviti da due binari su viadotto.
| 1 | ■ Linea Ōsaka Higashi | per Hanaten e Kyōbashi via linea Gakkentoshi |
| 2 | ■ Linea Ōsaka Higashi | per Kyūhōji e Nara via linea Yamatoji        |

## Stazioni adiacenti
| «                           | Servizio            | »                   |
| Linea Osaka Higashi         | Linea Osaka Higashi | Linea Osaka Higashi |
| --------------------------- | ------------------- | ------------------- |
| JR Nagase                   | Locale              | Kyūhōji             |
| Il Rapido Diretto non ferma |                     |                     |